# Сергиево (Карелия)
Се́ргиево — посёлок в составе Чёлмужского сельского поселения Медвежьегорского района Республики Карелия.

## Общие сведения
Расположен между реками Выг и Лекса, в 52 км к северо-востоку по автодороге от деревни Чёлмужи.
Сохраняется исторический объект архитектуры — деревянная часовня XIX века.

## Население
| 2002 | 2009 | 2010 | 2013 |
| ---- | ---- | ---- | ---- |
| 418  | ↘357 | ↘283 | ↘272 |

## Улицы
- ул. Верховская
- ул. Гагарина
- ул. Гористая
- ул. Зелёная
- ул. Калинина
- ул. Лесная
- ул. Октябрьская
- ул. Подсочная
- пер. Родниковый
- пер. Сосновый
- пер. Цветочный
- ул. Центральная